# کرانه شرقی مریلند
کرانه شرقی مریلند بخشی از ایالت مریلند آمریکاست که عمدتاً بر بخش شرقی خلیج چساپیک واقع شده و مشتمل بر نه شهرستان است. در سال ۲۰۱۰ جمعیت آن ۴۴۹٬۲۲۶, بوده که ۸ درصد از جمعیت ایالت است.